# Ruanda-Urundi
Ruanda-Urundi, ook wel Roeanda-Oeroendi, was een deel van de Duitse kolonie Duits-Oost-Afrika in Centraal-Afrika dat vanaf 1924 bestuurd werd door België, eerst als mandaatgebied (tot 1947), later als trustgebied, tot het in 1962 onafhankelijk werd als de aparte landen Rwanda en Burundi.
Aan het einde van de 19e eeuw werd het gebied geannexeerd door Duitsland, en maakte het deel uit van Duits-Oost-Afrika. De Duitsers hadden echter een kleine aanwezigheid in het gebied.

## Eerste Wereldoorlog

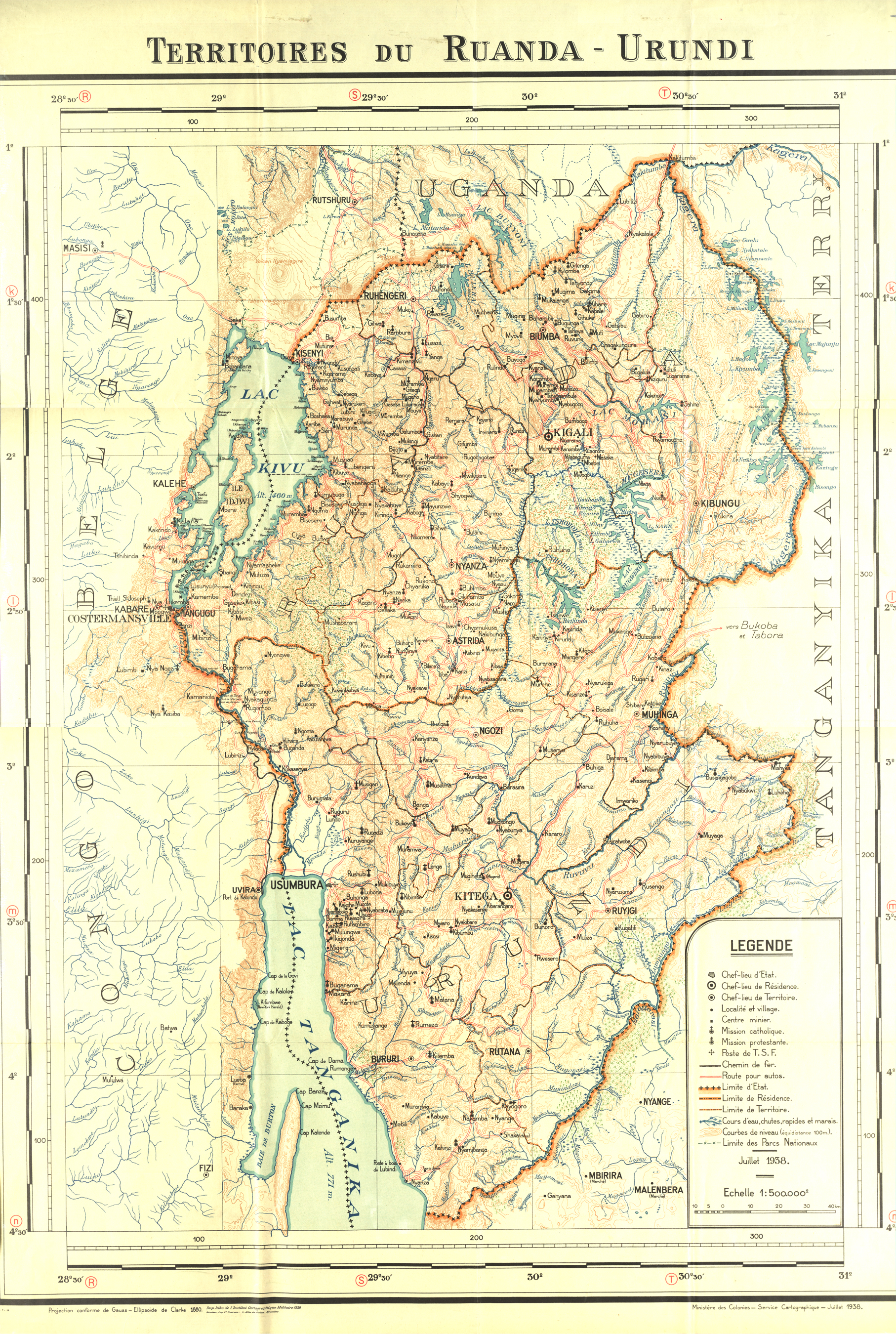
Map van Ruanda-Urundi

In april 1916, tijdens de Eerste Wereldoorlog, waren er drie brigades van de Force Publique van Belgisch-Congo onder leiding van generaal Charles Tombeur Duits-Oost-Afrika binnengedrongen.
De noordelijke brigade onder leiding van Kolonel Philippe Molitor vertrok vanuit het noorden van het Kivumeer en veroverde Ruanda. Op 9 mei veroveren ze Kigali en na een lange, moeilijke tocht en zware gevechten in de buurt van Nyansa, ten zuiden van Kigali, geeft mwami Musinga van Rwanda zich over aan kolonel Molitor.
De zuidelijke brigade onder leiding van Luitenant-kolonel Olsen vertrok tussen het Kivumeer en het Tanganyikameer en veroverde Urundi. De troepen van Olsen rukken op naar Usumbura (nu Bujumbura) en veroveren de stad op 6 juni.
De derde brigade onder leiding van luitenant-kolonel Moulaert was actief op het Tanganyika-front (nu Tanzania) waar het moest vechten tegen de troepen van generaal Paul von Lettow-Vorbeck. Op 28 juli valt Kigoma, de grootste Duitse basis aan het Tanganyikameer en het eindstation van de spoorlijn die via Tabora naar Dar es Salaam loopt.
Daarna volgt de slag om Tabora. De strijd wordt beslist op 19 september. Kapitein Pieren leidt de spits van de gevechtscolonne en bereikt als eerste Tabora. Hij ontdekt er 129 gevangen FP-soldaten. Onder hen twee blanken. Een van hen is erin geslaagd een Belgische vlag verborgen te houden. Die wordt gehesen in plaats van de witte vlag die de Duitsers aan hun hoofdkwartier hadden opgehangen als teken van overgave. De Belgische vlag zal vijf maanden boven Tabora wapperen, tot de stad op 25 februari 1917 wordt overgedragen aan de Britten.

## Interbellum
Na de Eerste Wereldoorlog, bij het Verdrag van Versailles, werden de Duitse koloniën in Afrika in verschillende delen verdeeld over verscheidene landen. België hoopte na de Afrikaanse militaire successen op een fikse gebiedsuitbreiding (het had ook al de Oostkantons gekregen), maar moest zich tevreden stellen met Ruanda-Urundi, ten oosten van Belgisch-Congo. In 1924 kreeg België van de Volkenbond definitief een mandaat over dit gebied, dat bestuurd werd vanuit Belgisch-Congo.

## Belgische beleid

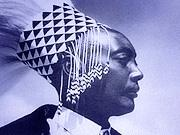
Mutara III van Rwanda

Ook voor de Belgen in Ruanda-Urundi arriveerden waren er al problemen: veel van de duizenden heuvels waren ontbost en kaalgevreten, zodoende heerste er geregeld hongersnood. Hierop worden de Rwandezen door de Belgen met dwang aan het werk gezet, tijdens deze corvee planten de Rwandezen onder andere zoete aardappelen en maniok, elke man moest 15 are grond verbouwen, om zo voedselschaarsten te voorkomen. Het beleid paste ook binnen een breder kader van zelf bedruipendheid. Het leidt tot een materieel succes, hongersnood komt na de Tweede Wereldoorlog niet meer voor. Rwanda is een erfelijke monarchie, op de troon zit mwami Mutara III, bij de gratie van de Belgen, Mutara en zijn familie zijn Tutsi, de meerderheid van de Rwandezen is echter Hutu, het land is een Chiefdom, en elke chef wordt benoemd door de mwami met Belgische controle, alleen Tutsi kunnen chef worden.
De Belgen oefenen hun voogdij uit via de Tutsi chefs, indirect bestuur heet die formule. Terwijl vóór de kolonisatie de Hutu een rol hadden gespeeld in het bestuur, vereenvoudigden de Belgen de zaken door de samenleving verder te stratificeren op etnische lijnen. Hutu-woede over de Tutsi-overheersing was grotendeels gericht op de Tutsi-elite in plaats van op de verre koloniale macht. Het onderscheid  Hutu en Tutsi werd onder andere vastgelegd in een identiteitsboekje, maar ook zonder dat document wist iedereen of hij of zij Hutu of Tutsi was. De Belgen versterken dus de heerschappij van de Tutsi minderheid, maar ondermijnen ze tegelijkertijd door de modernisering van het land, in de steden ontstaat handel, en de geldeconomie maakt de banden tussen de mensen losser.
Ondanks het privilege van de Tutsi's, dringen de Hutus ook door tot het onderwijs en het Seminarie, hieruit ontstaat een kleine Hutu middenklasse die geen vrede neemt met bestaande machtsverhoudingen, zij vindt gehoor een steun bij de missionarissen. Mede onder druk van de Verenigde Naties beginnen de Belgen in Rwanda de democratie te introduceren, de mwami van Rwanda en Burundi moeten de rol van staatshoofd beginnen spelen. In 1955 arriveert een nieuwe vice-gouverneur Jean-Paul Harroy, die moet Ruanda-Urundi de nieuwe tijd binnen loodsen, in 1956 introduceert hij algemeen mannelijk stemrecht bij verkiezingen voor advies raden.
In 1959 breken er rellen uit in Leopoldstad, Belgisch Congo, in Ruanda-Urundi beweegt er nog niet veel, maar het trustgebied zal de weg van de kolonie zeker volgen, als de Tutsi elite er in slaagt haar dominantie te behouden tot aan het vertrek van de Belgen, zal ze er gemakkelijk in slagen dit beleid te kunnen voortzetten in een onafhankelijk Rwanda. Vanaf 1959 beginnen de mwami en zijn hof alles te saboteren wat op sociale hervormingen lijkt. De sfeer wordt er niet beter op wanneer de kerk in het gebied de Tutsi-dominantie aanklaagt. Op 24 juli 1959 vliegt mwami Mutara naar Usumbura, de toenmalige hoofdstad van Ruanda-Urundi. Hij had er een afspraak met een Belgische arts, een dag later meldde hij zich in een ziekenhuis, waar hij onder verdachte omstandigheden overleed. Onmiddellijk ontstond er het gerucht dat de mwami vermoord was. Na de dood van Mutara was het een lange tijd onrustig in Rwanda.

## Onafhankelijkheid
In 1960 werd Belgisch Congo onafhankelijk en ook in Ruanda-Urundi werden snelle voorbereidingen gemaakt, waarna het gebied op 1 juli 1962 onafhankelijk werd als de staten Rwanda en Burundi.
Belgische kolonie in Santo Tomás (1843-1854) · Belgische kolonie aan de Rio Nuñez (1848-1858) · Belgische concessie in Tianjin (1902-1931)
Belgisch-Congo (1908-1960) · Ruanda-Urundi (1924-1962)

Persoonlijke heerschappij van Leopold: Onafhankelijke Congostaat (1885-1908)
Brits-Kameroen · Brits-Togoland · Frans-Kameroen · Frans-Togoland · Nauru · Nieuw-Guinea (een onderdeel van het Territorium Papoea en Nieuw-Guinea) · Ruanda-Urundi · Somalië · Tanganyika · Trustschap van de Pacifische Eilanden · West-Samoa
Oost-Afrikaanse Veldtocht ·
Slag om het Tanganyikameer ·
Verovering van Kigoma ·
Tabora-offensief ·
Slag bij Tabora ·
Mahenge-offensief ·
Slag bij Narungombe · 
Ruanda-Urundi · 
Veldtocht in Kameroen